# Lista de episódios de Star Trek: The Next Generation
A série de ficção científica Star Trek: The Next Generation, criada por Gene Roddenberry, era estrelada por Patrick Stewart como Capitão Jean-Luc Picard, Jonathan Frakes como Comandante William T. Riker, LeVar Burton como Tenente-Comandante Geordi La Forge, Denise Crosby como Tenente Tasha Yar, Michael Dorn como Tenente Worf, Gates McFadden como Dra. Beverly Crusher, Marina Sirtis como Conselheira Deanna Troi, Brent Spiner como Tenente-Comandante Data, Wil Wheaton como Wesley Crusher e Diana Muldaur como Dra. Katherine Pulaski a bordo da nave estelar da Federação USS Enterprise-D. A série foi ao ar de setembro de 1987 até maio de 1994 pela sindicação.
Esta é a terceira série da franquia Star Trek, depois de The Original Series e The Animated Series, e compreende um total de 178 episódios em sete temporadas. Tanto seu primeiro episódio, "Encounter at Farpoint", quanto seu último, "All Good Things...", foram ao ar originalmente como apresentações únicas de duas horas de duração (com comerciais), e desde então foram divididas em duas partes cada para reprises. Os episódios estão listados em ordem cronológica de exibição, que corresponde a ordem de episódios nas caixas de DVD. Esta lista também inclui a Data Estelar em que os eventos de cada episódio ocorrem dentro do universo ficcional de Star Trek.

## Temporadas
| Temporada | Temporada | Episódios | Exibição  | Lançamento de DVD      | Lançamento de DVD                     | Lançamento de DVD      |
| Temporada | Temporada | Episódios | Exibição  | Região 1               | Região 1                              | Região 2               |
| --------- | --------- | --------- | --------- | ---------------------- | ------------------------------------- | ---------------------- |
|           | 1         | 26        | 1987–1988 | 26 de março de 2002    | A Série Completa 2 de outubro de 2007 | 1 de abril 2002        |
|           | 2         | 22        | 1988–1989 | 7 de maio de 2002      | A Série Completa 2 de outubro de 2007 | 10 de junho de 2002    |
|           | 3         | 26        | 1989–1990 | 2 de julho de 2002     | A Série Completa 2 de outubro de 2007 | 22 de julho de 2002    |
|           | 4         | 26        | 1990–1991 | 3 de setembro de 2002  | A Série Completa 2 de outubro de 2007 | 7 de outubro de 2002   |
|           | 5         | 26        | 1991–1992 | 5 de novembro de 2002  | A Série Completa 2 de outubro de 2007 | 18 de novembro de 2002 |
|           | 6         | 26        | 1992–1993 | 3 de dezembro de 2002  | A Série Completa 2 de outubro de 2007 | 2 de dezembro de 2002  |
|           | 7         | 26        | 1993–1994 | 31 de dezembro de 2002 | A Série Completa 2 de outubro de 2007 | 23 de dezembro de 2002 |

## Episódios

### 1.ª Temporada: 1987-1988
| N.º geral | N.º na temp. | Título                         | Dirigido por      | Escrito por                                                                       | Exibição original       | Índice Nielsen |
| --------- | ------------ | ------------------------------ | ----------------- | --------------------------------------------------------------------------------- | ----------------------- | -------------- |
| 1         | 1            | "Encounter at Farpoint"        | Corey Allen       | D. C. Fontana & Gene Roddenberry                                                  | 28 de setembro de 1987  | 15,7           |
| 2         | 2            | "Encounter at Farpoint"        | Corey Allen       | D. C. Fontana & Gene Roddenberry                                                  | 28 de setembro de 1987  | 15,7           |
| 3         | 3            | "The Naked Now"                | Paul Lynch        | Roteiro: D. C. Fontana História: John D. F. Black e D. C. Fontana[a]              | 5 de outubro de 1987    | 11,5           |
| 4         | 4            | "Code of Honor"                | Russ Mayberry     | Katharyn Powers & Michael Baron                                                   | 12 de outubro de 1987   | 9,5            |
| 5         | 5            | "The Last Outpost"             | Richard A. Colla  | Roteiro: Herbert Wright História: Richard Krzmeien                                | 19 de outubro de 1987   | 8,9            |
| 6         | 6            | "Where No One Has Gone Before" | Rob Bowman        | Diane Duane & Michael Reaves                                                      | 26 de outubro de 1987   | 10,5           |
| 7         | 7            | "Lonely Among Us"              | Cliff Bole        | Roteiro: D. C. Fontana História: Michael Halperin                                 | 2 de novembro de 1987   | 12,1           |
| 8         | 8            | "Justice"                      | James L. Conway   | Roteiro: Worley Thorne História: John D. F. Black[b] & Worley Thorne              | 9 de novembro de 1987   | 12,7           |
| 9         | 9            | "The Battle"                   | Rob Bowman        | Roteiro: Herbert Wright História: Larry Forrester                                 | 16 de novembro de 1987  | 10,5           |
| 10        | 10           | "Hide and Q"                   | Cliff Bole        | Roteiro: Maurice Hurley[c] & Gene Roddenberry História: Maurice Hurley[c]         | 23 de novembro de 1987  | 11,0           |
| 11        | 11           | "Haven"                        | Richard Compton   | Roteiro: Tracy Tormé História: Tracy Tormé & Lan O'Kun                            | 30 de novembro de 1987  | 10,3           |
| 12        | 12           | "The Big Goodbye"              | Joseph L. Scanlan | Tracy Tormé                                                                       | 11 de janeiro de 1988   | 11,5           |
| 13        | 13           | "Datalore"                     | Rob Bowman        | Roteiro: Robert Lewin & Gene Roddenberry História: Robert Lewin & Maurice Hurley  | 18 de janeiro de 1988   | 10,3           |
| 14        | 14           | "Angel One"                    | Michael Rhodes    | Patrick Barry                                                                     | 25 de janeiro de 1988   | 11,4           |
| 15        | 15           | "11001001"                     | Paul Lynch        | Maurice Hurley & Robert Lewin                                                     | 1 de fevereiro de 1988  | 10,7           |
| 16        | 16           | "Too Short a Season"           | Rob Bowman        | Roteiro: Michael Michaelian & D. C. Fontana História: Michael Michaelian          | 8 de fevereiro de 1988  | 10,9           |
| 17        | 17           | "When the Bough Breaks"        | Kim Manners       | Hannah Louise Shearer                                                             | 15 de fevereiro de 1988 | 10,2           |
| 18        | 18           | "Home Soil"                    | Corey Allen       | Roteiro: Robert Sabaroff História: Karl Geurs & Ralph Sanchez e Robert Sabaroff   | 22 de fevereiro de 1988 | 9,0            |
| 19        | 19           | "Coming of Age"                | Mike Vejar        | Sandy Fries                                                                       | 14 de março de 1988     | 10,1           |
| 20        | 20           | "Heart of Glory"               | Rob Bowman        | Roteiro: Maurice Hurley História: Maurice Hurley e Herbert Wright & D. C. Fontana | 21 de março de 1988     | 10,7           |
| 21        | 21           | "The Arsenal of Freedom"       | Les Landau        | Roteiro: Richard Manning & Hans Beimler História: Maurice Hurley & Robert Lewin   | 11 de abril de 1988     | 10,4           |
| 22        | 22           | "Symbiosis"                    | Win Phelps        | Roteiro: Robert Lewin e Richard Manning & Hans Beimler História: Robert Lewin     | 18 de abril de 1988     | 10,8           |
| 23        | 23           | "Skin of Evil"                 | Joseph L. Scanlan | Roteiro: Joseph Stefano & Hannah Louise Shearer História: Joseph Stefano          | 25 de abril de 1988     | 9,7            |
| 24        | 24           | "We'll Always Have Paris"      | Robert Becker     | Deborah Dean Davis & Hannah Louise Shearer                                        | 2 de maio de 1988       | 9,7            |
| 25        | 25           | "Conspiracy"                   | Cliff Bole        | Roteiro: Tracy Tormé História: Robert Sabaroff                                    | 9 de maio de 1988       | 9,4            |
| 26        | 26           | "The Neutral Zone"             | James L. Conway   | Roteiro: Maurice Hurley História: Deborah McIntyre & Mona Clee                    | 16 de maio de 1988      | 10,2           |

- a  Creditada sob o pseudônimo de J. Michael Bingham
- b  Creditado sob o pseudônimo de Ralph Wills
- c  Creditado sob o pseudônimo de C. J. Holland

### 2.ª Temporada: 1988-1989
| № | #  | Título                    | Data Estelar | Diretor           | Roteirista(s)                                                                                        | Exibição                |
| --- | -- | ------------------------- | ------------ | ----------------- | --- | ----------------------- |
| 27 | 1  | "The Child"               | 42073.1      | Rob Bowman        | Jaron Summers, Jon Povill & Maurice Hurley                                                           | 21 de novembro de 1988  |
| Deanna Troi tem um bebê que se desenvolve rapidamente e põe em risco a vida de toda a tripulação. |    |                           |              |                   | |                         |
| 28 | 2  | "Where Silence Has Lease" | 42193.6      | Winrich Kolbe     | Jack B. Sowards                                                                                      | 28 de novembro de 1988  |
| A Enterprise fica presa em um "buraco no espaço", onde a tripulação encontra um estranho fenômeno espacial e naves não tripuladas começam a se materializar. |    |                           |              |                   | |                         |
| 29 | 3  | "Elementary, Dear Data"   | 42286.3      | Rob Bowman        | Brian Alan Lane                                                                                      | 5 de dezembro de 1988   |
| Depois de Data resolver facilmente um mistério de Sherlock Holmes no holodeque, La Forge pede para o computador criar um vilão de Holmes capaz de derrotar Data. O Professor Moriarty resultante logo se torna mais poderoso do que o esperando, ameaçando a Enterprise. |    |                           |              |                   | |                         |
| 30 | 4  | "The Outrageous Okona"    | 42402.7      | Robert Becker     | Burton Armus (Roteiro) Les Menchen, Lance Dickson & David Landsberg (História)                       | 12 de dezembro de 1988  |
| Um charmoso e extravagante negociante é salvo pela Enterprise, que por sua causa acaba entrando no meio de uma crise diplomática. |    |                           |              |                   | |                         |
| 31 | 5  | "Loud as a Whisper"       | 42477.2      | Larry Shaw        | Jacqueline Zambrano                                                                                  | 9 de janeiro de 1989    |
| A Enterprise recepciona um embaixador telepático e surdo que media difícies negociações de paz com a assistência de um trio de interpretes telepáticos. |    |                           |              |                   | |                         |
| 32 | 6  | "The Schizoid Man"        | 42437.5      | Les Landau        | Tracy Tormé (Roteiro) Richard Manning & Hans Beimler (História)                                      | 23 de janeiro de 1989   |
| Um brilhante cientista, Dr. Ira Graves, tenta enganar a morte transferindo sua personalidade para o corpo eletrônico de Data. |    |                           |              |                   | |                         |
| 33 | 7  | "Unnatural Selection"     | 42494.8      | Paul Lynch        | John Mason & Mike Gray                                                                               | 30 de janeiro de 1989   |
| A Enterprise recebe um pedido de socorro da USS Lantree, cuja tripulação morreu aparentemente de velhice. A causa do envelhecimento acelerado deve ser encontrada antes que cientistas de uma colônia de pesquisa sofram do mesmo destino.                               |    |                           |              |                   | |                         |
| 34 | 8  | "A Matter of Honor"       | 42506.5      | Rob Bowman        | Burton Armus (Roteiro) Wanda M. Haight, Gregory Amos & Burton Armus (História)                       | 6 de fevereiro de 1989  |
| Riker é tranferido para uma nave klingon via um programa de troca de oficiais entre a Federação e o Império Klingon. |    |                           |              |                   | |                         |
| 35 | 9  | "The Measure of a Man"    | 42523.7      | Robert Scheerer   | Melinda M. Snodgrass                                                                                 | 13 de fevereiro de 1989 |
| Quando Data se recusa a ser desmontado para fins científicos, uma audiência é realizada para determinar se ele é um cidadão legal ou uma propriedade da Federação. |    |                           |              |                   | |                         |
| 36 | 10 | "The Dauphin"             | 42568.8      | Rob Bowman        | Scott Rubenstein & Leonard Mlodinow                                                                  | 20 de fevereiro de 1989 |
| Wesley se apaixona por uma linda jovem que está sendo transportada pela Enterprise, mas ela possui segredos assustadores e perigosos. |    |                           |              |                   | |                         |
| 37 | 11 | "Contagion"               | 42609.1      | Joseph L. Scanlan | Steve Gerber & Beth Woods                                                                            | 20 de março de 1989     |
| Paralisada por um vírus de computador alienígena, a Enterprise pode ser destruída por uma nave romulana. |    |                           |              |                   | |                         |
| 38 | 12 | "The Royale"              | 42625.4      | Cliff Bole        | Keith Mills                                                                                          | 27 de março de 1989     |
| Riker, Worf e Data são aprisionados em um bizarro cassino que parece eternizar uma determinada época da história humana. |    |                           |              |                   | |                         |
| 39 | 13 | "Time Squared"            | 42679.2      | Joseph L. Scanlan | Maurice Hurley (Roteiro) Kurt Michael Bensmiller (História)                                          | 3 de abril de 1989      |
| Uma réplica do Capitão Picard, confuso e incapaz de se comunicar, surge na Enterprise vindo de algum momento no futuro. |    |                           |              |                   | |                         |
| 40 | 14 | "The Icarus Factor"       | 42686.4      | Robert Iscove     | David Assael & Robert L. McCullough (Roteiro) David Assael (História)                                | 24 de abril de 1989     |
| Riker se vê diante dos fantasmas de seu passado ao rever seu pai quando um comando lhe é oferecido, enquanto a tripulação prepara secretamente um violento ritual klingon para Worf.                                                                                     |    |                           |              |                   | |                         |
| 41 | 15 | "Pen Pals"                | 42695.3      | Winrich Kolbe     | Melinda M. Snodgrass (Roteiro) Hannah Louise Shearer (História)                                      | 1 de maio de 1989       |
| Data se corresponde com uma criança de um planeta condenado, quebrando a Primeira Diretriz. |    |                           |              |                   | |                         |
| 42 | 16 | "Q Who"                   | 42761.3      | Rob Bowman        | Maurice Hurley                                                                                       | 8 de maio de 1989       |
| Q joga a Enterprise 7.000 anos luz além do território da Federação e apresenta a nave e sua tripulação aos mortais Borg. |    |                           |              |                   | |                         |
| 43 | 17 | "Samaritan Snare"         | 42779.1      | Les Landau        | Robert L. McCullough                                                                                 | 15 de maio de 1989      |
| La Forge é capturado por alienígenas perigosos, mas aparentemente pouco espertos, para que ele faça sua nave funcionar. |    |                           |              |                   | |                         |
| 44 | 18 | "Up the Long Ladder"      | 42823.2      | Winrich Kolbe     | Melinda M. Snodgrass                                                                                 | 22 de maio de 1989      |
| Duas espécies de alienígenas exigem que Picard proporcione DNA para que possam evitar sua extinção. |    |                           |              |                   | |                         |
| 45 | 19 | "Manhunt"                 | 42859.2      | Rob Bowman        | Terry Devereaux                                                                                      | 19 de junho de 1989     |
| Lwaxana Troi retorna à Enterprise durante uma fase em que seu apetite sexual esá quatro vezes maior, procurando um marido. Picard decide se refugir no holodeque. |    |                           |              |                   | |                         |
| 46 | 20 | "The Emissary"            | 42901.3      | Cliff Bole        | Richard Manning & Hans Beimler (Roteiro) Richard Manning, Hans Beimler & Thomas H. Calder (História) | 26 de junho de 1989     |
| A Enterprise precisa da ajuda da antiga paixão de Worf, a Embaixadora K'Ehleyr, para reviveer uma tripulação de klingons que desconhecem que a Federação e o Império são agora aliados.                                                                                  |    |                           |              |                   | |                         |
| 47 | 21 | "Peak Performance"        | 42923.4      | Robert Scheerer   | David Kemper                                                                                         | 10 de julho de 1989     |
| A Enterprise e a USS Hathaway se enfrentam em um combate simulado. Data falha ao derrotar um homanóide em um jogo de Estratagema e experimenta sentimentos de dúvida própria.                                                                                            |    |                           |              |                   | |                         |
| 48 | 22 | "Shades of Gray"          | 42976.1      | Rob Bowman        | Maurice Hurley, Richard Manning & Hans Beimler (Roteiro) Maurice Hurley (História)                   | 17 de julho de 1989     |
| Riker é envenenado por uma planta alienígena e, enquanto jaz em como, revê várias memórias de sua vida a bordo da Enterprise. |    |                           |              |                   | |                         |

### 3.ª Temporada: 1989-1990
| № | #  | Título                     | Data Estelar | Diretor            | Roteirista(s) | Exibição                |
| --- | -- | -------------------------- | ------------ | ------------------ | --- | ----------------------- |
| 49 | 1  | "Evolution"                | 43125.8      | Winrich Kolbe      | Michael Piller (Roteiro) Michael Piller & Michael Wagner (História)                                                                                | 25 de setembro de 1989  |
| Robôs microscópicos escapam do laboratório de Wesley e formam uma inteligência coletiva, ameaçando a única chance de um astrofísico realizar um grande experimento. |    |                            |              |                    | |                         |
| 50 | 2  | "The Ensigns of Command"   | 43133.3      | Cliff Bole         | Melinda M. Snodgrass | 2 de outubro de 1989    |
| Na tentativa de salvar uma colônia humana, Data enfrenta a resistência dos moradores. |    |                            |              |                    | |                         |
| 51 | 3  | "The Survivors"            | 43152.4      | Les Landau         | Michael Wagner | 9 de outubro de 1989    |
| Depois de escaparem de um devastador ataque, um casal de idosos salva-se misteriosamente de um segundo confronto fatal. |    |                            |              |                    | |                         |
| 52 | 4  | "Who Watches the Watchers" | 43173.5      | Robert Wiemer      | Richard Manning & Hans Beimler | 16 de outubro de 1989   |
| Um acidente com um grupo de observadores da Federação expõe a uma cultura primitiva o Capitão Picard, que é confundido com um Deus. |    |                            |              |                    | |                         |
| 53 | 5  | "The Bonding"              | 43198.7      | Winrich Kolbe      | Ronald D. Moore | 23 de outubro de 1989   |
| Um entidade misteriosa procura confortar um garoto de 12 anos que acabou de perder sua mãe em um acidente. |    |                            |              |                    | |                         |
| 54 | 6  | "Booby Trap"               | 43205.6      | Gabrielle Beaumont | Ron Roman, Michael Piller & Richard Danus (Roteiro) Michael Wagner & Ron Roman (História)                                                          | 30 de outubro de 1989   |
| A Enterprise cai em uma antiga armadilha para drenar a energia de naves estelares; em um esforço para escapar, La Forge cria uma simulação de holodeque com uma representação de uma das projetistas da nave, a Dra. Leah Brahms. |    |                            |              |                    | |                         |
| 55 | 7  | "The Enemy"                | 43349.2      | David Carson       | David Kemper & Michael Piller | 6 de novembro de 1989   |
| La Forge fica preso em um planeta desagradável com um hostil romulano, e os dois devem trabalhar juntos para sobreviver. |    |                            |              |                    | |                         |
| 56 | 8  | "The Price"                | 43385.6      | Robert Scheerer    | Hannah Louise Shearer | 13 de novembro de 1989  |
| Troi se apaixona por um carismático negociador que luta pelos direitos de um buraco de minhoca. Porém vários grupos diferentes estão atrás do buraco já que este pode ser o único buraco de minhoca estável conhecido. |    |                            |              |                    | |                         |
| 57 | 9  | "The Vengeance Factor"     | 43421.9      | Timothy Bond       | Sam Rolfe | 20 de novembro de 1989  |
| Riker expõe um assassino no meio de críticas conversas de paz. |    |                            |              |                    | |                         |
| 58 | 10 | "The Defector"             | 43462.5      | Robert Scheerer    | Ronald D. Moore | 1 de janeiro de 1990    |
| Determinado a impedir uma guerra, um oficial romulano deserta para avisar Picard dos planos de invasão do Império. |    |                            |              |                    | |                         |
| 59 | 11 | "The Hunted"               | 43489.2      | Cliff Bole         | Robin Bernheim | 8 de janeiro de 1990    |
| Um soldado geneticamente modificado revela os problemas sociais de um mundo que está prestes a se juntar a Federação. |    |                            |              |                    | |                         |
| 60 | 12 | "The High Ground"          | 43510.7      | Gabrielle Beaumont | Melinda M. Snodgrass | 29 de janeiro de 1990   |
| A Dra. Crusher é raptada por terroristas que precisam de assistência médica já que a tecnologia que usam em seus ataques é prejudicial a sua própria saúde. |    |                            |              |                    | |                         |
| 61 | 13 | "Déjà Q"                   | 43539.1      | Les Landau         | Richard Danus | 5 de fevereiro de 1990  |
| O Q Continuum tira todos os poderes de Q, e o joga a bordo da Enterprise. |    |                            |              |                    | |                         |
| 62 | 14 | "A Matter of Perspective"  | 43610.4      | Cliff Bole         | Ed Zuckerman | 12 de fevereiro de 1990 |
| Riker é acusado de assassinar um cientista da Frota Estelar e uma simulação de holodeque é usada para reconstruir os eventos a partir das perspectivas diferentes. |    |                            |              |                    | |                         |
| 63 | 15 | "Yesterday's Enterprise"   | 43625.2      | David Carson       | Ira Steven Behr, Richard Manning, Hans Beimler, Ronald D. Moore & Michael Piller (Roteiro) Trent Christopher Ganino & Eric A. Stillwell (História) | 19 de fevereiro de 1990 |
| Uma fenda temporal se abre, e a USS Enterprise-C emerge, alterando a linha do tempo para uma nova realidade onde a Federação está em guerra contra o Império Klingon. A única pessoa a bordo da Enterprise-D que percebe que algo está errado é Guinan, e ela deve encontrar um modo de convencer o Capitão Picard a enviar a Enterprise-C de volta para o passado. |    |                            |              |                    | |                         |
| 64 | 16 | "The Offspring"            | 43657.0      | Jonathan Frakes    | René Echevarria | 12 de março de 1990     |
| Data cria um andróide para ser sua filha, Lal. Porém um almirante da Frota Estelar chega exigindo que ela seja removida da Enterprise. |    |                            |              |                    | |                         |
| 65 | 17 | "Sins of the Father"       | 43685.2      | Les Landau         | Ronald D. Moore & W. Reed Moran (Roteiro) Drew Deighan (História)                                                                                  | 19 de março de 1990     |
| Worf vai a julgamento para provar a inocência de seu pai depois do Alto Conselho Klingon o declarar um traidor. |    |                            |              |                    | |                         |
| 66 | 18 | "Allegiance"               | 43714.1      | Winrich Kolbe      | Richard Manning & Hans Beimler | 26 de março de 1990     |
| Enquanto Picard é mantido prisioneiro com outros três alienígenas, uma réplica sua assume o comando da Enterprise. |    |                            |              |                    | |                         |
| 67 | 19 | "Captain's Holiday"        | 43745.2      | Chip Chalmers      | Ira Steven Behr | 2 de abril de 1990      |
| O merecido descanso de Picard é interrompido por uma bela mulher e viajantes do tempo que procuram por uma poderosa arma. |    |                            |              |                    | |                         |
| 68 | 20 | "Tin Man"                  | 43779.3      | Robert Scheerer    | Dennis Putman Bailey & David Bischoff | 23 de abril de 1990     |
| A Enterprise enfrenta os romulanos para tentar fazer contato com uma nave estelar totalmente orgânica. |    |                            |              |                    | |                         |
| 69 | 21 | "Hollow Pursuits"          | 43807.4      | Cliff Bole         | Sally Caves | 30 de abril de 1990     |
| O uso do holodeque por parte do Tenente Barclay interfere com seus deveres. Enquanto isso, a Enterprise começa a sofrer de malfuncionamentos misteriosos e randômicos. |    |                            |              |                    | |                         |
| 70 | 22 | "The Most Toys"            | 43872.2      | Tim Bond           | Shari Goodhartz | 7 de maio de 1990       |
| Um bizarro colecionador está determinado a adicionar Data a sua coleção de itens únicos. |    |                            |              |                    | |                         |
| 71 | 23 | "Sarek"                    | 43917.4      | Les Landau         | Peter S. Beagle | 14 de maio de 1990      |
| A Enterprise recebe o Embaixador Sarek, porém sua saúde mental em deterioração causa vários problemas não previstos. |    |                            |              |                    | |                         |
| 72 | 24 | "Ménage à Troi"            | 43930.7      | Robert Legato      | Fred Bronson & Susan Sackett | 28 de maio de 1990      |
| Um ferengi sequestra Deanna, Lwaxana e Riker. |    |                            |              |                    | |                         |
| 73 | 25 | "Transfigurations"         | 43957.2      | Tom Benko          | René Echevarria | 4 de junho de 1990      |
| A Enterprise resgata um humanóide com incríveis poderes curativos. |    |                            |              |                    | |                         |
| 74 | 26 | "The Best of Both Worlds"  | 43989.1      | Cliff Bole         | Michael Piller | 18 de junho de 1990     |
| Picard é sequestrado pelos Borg, que iniciam uma invasão a Federação. |    |                            |              |                    | |                         |

### 4.ª Temporada: 1990-1991
| № | #  | Título                             | Data Estelar | Diretor            | Roteirista(s) | Exibição                |
| --- | -- | ---------------------------------- | ------------ | ------------------ | --- | ----------------------- |
| 75 | 1  | "The Best of Both Worlds, Part II" | 44001.4      | Cliff Bole         | Michael Piller | 24 de setembro de 1990  |
| Tendo dizimado uma linha inteira de defesa da Frota Estelar, os Borg rumam para a Terra. |    |                                    |              |                    | |                         |
| 76 | 2  | "Family"                           | 44012.3      | Les Landau         | Ronald D. Moore | 1 de outubro de 1990    |
| Enquanto Picard visita sua família na Terra, Worf recebe seus pais adotivos humanos na Enterprise. |    |                                    |              |                    | |                         |
| 77 | 3  | "Brothers"                         | 44085.7      | Rob Bowman         | Rick Berman | 8 de outubro de 1990    |
| Data é chamado por seu criador, Dr. Noonien Soong, que ainda está vivo, com Lore se juntando a eles. |    |                                    |              |                    | |                         |
| 78 | 4  | "Suddenly Human"                   | 44143.7      | Gabrielle Beaumont | Jeri Taylor | 15 de outubro de 1990   |
| Picard deve ajudar um garoto humano que foi criado por alienígenas. |    |                                    |              |                    | |                         |
| 79 | 5  | "Remember Me"                      | 44161.2      | Cliff Bole         | Lee Sheldon | 22 de outubro de 1990   |
| Tripulantes da Enterprise estão desaparecendo misteriosamente, e apenas a Dra. Crusher parece lembrar que eles existiram. |    |                                    |              |                    | |                         |
| 80 | 6  | "Legacy"                           | 44215.2      | Robert Scheerer    | Joe Menosky | 29 de outubro de 1990   |
| Ishara, irmã de Tasha Yar, procura restaurar a ordem em uma planeta em conflito. |    |                                    |              |                    | |                         |
| 81 | 7  | "Reunion"                          | 44246.3      | Jonathan Frakes    | Thomas Perry, Joe Perry, Brannon Braga & Ronald D. Moore (Roteiro) Drew Dieghan, Thomas Perry & Joe Perry (História)         | 5 de novembro de 1990   |
| A Embaixadora K'Ehleyr vota à Enterprise trazendo um pedido para Picard e o filho de Worf. |    |                                    |              |                    | |                         |
| 82 | 8  | "Future Imperfect"                 | 44286.5      | Les Landau         | J. Larry Carroll & David Bennett Carren                                                                                      | 12 de novembro de 1990  |
| Riker acorda 16 anos no futuro sem nenhuma lembrança desse período. |    |                                    |              |                    | |                         |
| 83 | 9  | "Final Mission"                    | 44307.3      | Corey Allen        | Jeri Taylor & Kacey Arnold-Ince                                                                                              | 19 de novembro de 1990  |
| Wesley, Picard e o piloto de uma nave auxiliar devem sobreviver em um planeta deserto depois de um acidente. |    |                                    |              |                    | |                         |
| 84 | 10 | "The Loss"                         | 44356.9      | Chip Chalmers      | Hillary J. Bader, Alan J. Adler & Vanessa Greene (Roteiro) Hillary J. Bader (História)                                       | 31 de dezembro de 1990  |
| Um força desconhecida captura a Enterprise e faz a Conselheira Troi perder seus poderes telepáticos. |    |                                    |              |                    | |                         |
| 85 | 11 | "Data's Day"                       | 44390.1      | Robert Weimer      | Harold Apter & Ronald D. Moore (Roteiro) Harold Apter (História)                                                             | 7 de janeiro de 1991    |
| Data tem aulas de dança com a Dra. Crusher em preparação para o casamento do Chefe O'Brien, enquanto a Enterprise recebe a Embaixadora T'Pel para negociar com os romulanos. |    |                                    |              |                    | |                         |
| 86 | 12 | "The Wounded"                      | 44429.6      | Chip Chalmers      | Jeri Taylor (Roteiro) Stuart Charno, Sara Charno & Cy Chermak (História)                                                     | 28 de janeiro de 1991   |
| Tentando impedir uma guerra, Picard é obrigado a perseguir e capturar um renegado capitão da Frota Estelar, antigo comandante do Chefe O'Brien. |    |                                    |              |                    | |                         |
| 87 | 13 | "Devil's Due"                      | 44474.5      | Tom Benko          | Phillip LaZebnik (Roteiro) Phillip LaZebnik & William Douglas Langford (História)                                            | 4 de fevereiro de 1991  |
| Ao responder a um pedido de socorro de um posto científico, Picard tem que enfrentar um estranho dilema de provar que uma mulher é ou não uma divinidade. |    |                                    |              |                    | |                         |
| 88 | 14 | "Clues"                            | 44502.7      | Les Landau         | Joe Menosky & Bruce D. Arthurs (Roteiro) Bruce D. Arthurs (História)                                                         | 11 de fevereiro de 1991 |
| Um incidente com uma fenda espacial deixa todos a bordo da Enterprise inconscientes, exceto Data, que parece esconder o que aconteceu de verdade a todos. |    |                                    |              |                    | |                         |
| 89 | 15 | "First Contact"                    | Desconhecida | Cliff Bole         | Joe Menosky, Ronald D. Moore & Michael Piller (Roteiro) Marc Scott Zicree, David Bischoff & Dennis Russell Bailey (História) | 18 de fevereiro de 1991 |
| Durante em uma missão a um planeta primitivo, Riker é ferido e levado a um hospital local, onde seu segredo é revelado. |    |                                    |              |                    | |                         |
| 90 | 16 | "Galaxy's Child"                   | 44614.6      | Winrich Kolbe      | Maurice Hurley | 11 de março de 1991     |
| A Enterprise acidentalmente mata uma criatura espacial, e a tripulação corre para salvar seu filhote ainda não nascido. Enquanto isso, Geordi encontra a engenheira que ele se apaixonou, porém descobre para sua surpresa, ela não é nem um pouco parecida com a mulher que ele encontrou no holodeque. |    |                                    |              |                    | |                         |
| 91 | 17 | "Night Terrors"                    | 44631.2      | Les Landau         | Pamela Douglas & Jeri Taylor (Roteiro) Shari Goodhartz (História)                                                            | 18 de março de 1991     |
| A Enterprise fica presa em uma ruptura espacial. A tripulação sucumbe por deprivação de sono, enquanto Deanna tem pesadelos recorrentes. |    |                                    |              |                    | |                         |
| 92 | 18 | "Identity Crisis"                  | 44664.5      | Winrich Kolbe      | Brannon Braga | 25 de março de 1991     |
| La Forge se transforma em uma criatura alienígena com um forte instindo para voltar para casa. |    |                                    |              |                    | |                         |
| 93 | 19 | "The Nth Degree"                   | 44704.2      | Robert Legato      | Joe Menosky | 1 de abril de 1991      |
| Depois de um encontro com uma sonda alienígena, o Tenente Barclay começa a demonstrar uma enorme confiança e super-inteligência. |    |                                    |              |                    | |                         |
| 94 | 20 | "Qpid"                             | 44741.9      | Cliff Bole         | Ira Steven Behr | 22 de abril de 1991     |
| Q retorna para atormentar Picard e a tripulação, os colocando em uma aventura de Robin Hood. |    |                                    |              |                    | |                         |
| 95 | 21 | "The Drumhead"                     | 44769.2      | Jonathan Frakes    | Jeri Taylor | 29 de abril de 1991     |
| Depois de uma explosão na engenharia, há suspeitas de espiões romulanos a bordo da Enterprise. |    |                                    |              |                    | |                         |
| 96 | 22 | "Half a Life"                      | 44805.3      | Les Landau         | Peter Allan Fields (Roteiro) Ted Roberts & Peter Allan Fields (História)                                                     | 6 de maio de 1991       |
| Lwaxana Troi finalmente encontra o amor, porém descobre que o homem deve se suicidar em um ritual tradicional. |    |                                    |              |                    | |                         |
| 97 | 23 | "The Host"                         | 44821.3      | Marvin V. Rush     | Michel Horvat | 13 de maio de 1991      |
| A Dra. Crusher se apaixona por Odan, um Ambaixador Trill, descobrindo que ele era apenas um simbionte, que é implantado em Riker depois de seu hospedeiro ter morrido. |    |                                    |              |                    | |                         |
| 98 | 24 | "The Mind's Eye"                   | 44885.5      | David Livingston   | René Echevarria | 27 de maio de 1991      |
| Geordi sofre uma lavagem cerebral dos romulanos para minar a delicada relação entre a Federação e o Império Klingon. |    |                                    |              |                    | |                         |
| 99 | 25 | "In Theory"                        | 44932.3      | Patrick Stewart    | Ronald D. Moore & Joe Menosky                                                                                                | 3 de junho de 1991      |
| Para tentar encontrar respostas à sua própria tentativa de ser mais humano, Data começa a se relacionar amorosamente com uma tripulante da Enterprise. |    |                                    |              |                    | |                         |
| 100 | 26 | "Redemption"                       | 44995.3      | Cliff Bole         | Ronald D. Moore | 17 de junho de 1991     |
| Worf deixa a Frota Estelar para lutar com o Chanceler Gowron em uma guerra civil klingon. |    |                                    |              |                    | |                         |

### 5.ª Temporada: 1991-1992
| № | #  | Título                    | Data Estelar | Diretor            | Roteirista(s)                                                                                                  | Exibição                |
| --- | -- | ------------------------- | ------------ | ------------------ | --- | ----------------------- |
| 101 | 1  | "Redemption II"           | 45021.3      | David Carson       | Ronald D. Moore                                                                                                | 23 de setembro de 1991  |
| Enquanto Picard suspeita de envolvimento romulano por trás da Guerra Civil Klingon, Worf é sequestrado e torturado por seus próprios compatriotas. |    |                           |              |                    | |                         |
| 102 | 2  | "Darmok"                  | 45047.2      | Winrich Kolbe      | Joe Menosky (Roteiro) Joe Menosky & Phillip LaZebnik (História)                                                | 30 de setembro de 1991  |
| Picard é capturado e então preso em uma planeta com um capitão alienígena que fala apenas em uma língua metafórica. Eles devem aprender a se comunicar um com o outro antes que uma besta possa subjulgá-los.                                                    |    |                           |              |                    | |                         |
| 103 | 3  | "Ensign Ro"               | 45076.3      | Les Landau         | Michael Piller (Roteiro) Rick Berman & Michael Piller (História)                                               | 7 de outubro de 1991    |
| Depois de um ataque a um posto da Federação, Picard é enviado para localizar um terrorista bajoriano, com a ajuda da Alferes Ro Laren. |    |                           |              |                    | |                         |
| 104 | 4  | "Silicon Avatar"          | 45122.3      | Cliff Bole         | Jeri Taylor (Roteiro) Lawrence V. Conley & Brian Conley (História)                                             | 14 de outubro de 1991   |
| A tripulação da Enterprise, com ajuda de uma cientista, tenta estabelecer comunicações com a Entidade Cristalina. |    |                           |              |                    | |                         |
| 105 | 5  | "Disaster"                | 45156.1      | Gabrielle Beaumont | Ronald D. Moore (Roteiro) Ron Jarvis & Philip A. Scorza (História)                                             | 21 de outubro de 1991   |
| Um acidente com a Enterprise coloca Troi no comando da nave e vários membros da tripulação lutando para sobreviver. |    |                           |              |                    | |                         |
| 106 | 6  | "The Game"                | 45208.2      | Corey Allen        | Brannon Braga (Roteiro) Susan Sackett, Fred Bronson & Brannon Braga (História)                                 | 28 de outubro de 1991   |
| Wesley visita a Enterprise porém descobre que toda a tripulação está viciada em um jogo mental. |    |                           |              |                    | |                         |
| 107 | 7  | "Unification"             | 45233.1      | Les Landau         | Jeri Taylor (Roteiro) Rick Berman & Michael Piller (História)                                                  | 4 de novembro de 1991   |
| Quando o Embaixador Spock aparentemente deserta para o Império Estelar Romulano, Picard e Data viajam disfarçados a Romulus para descobrir a verdade. |    |                           |              |                    | |                         |
| 108 | 8  | "Unification II"          | 45245.8      | Cliff Bole         | Michael Piller (Roteiro) Rick Berman & Michael Piller (História)                                               | 11 de novembro de 1991  |
| Spock tenta unificar os vulcanos e os romulanos em paz, porém cai em uma armadilha. Participam Leonard Nimoy como Spock, e Denise Crosby como Sela a filha romulana de Natasha Yar que foi vivida por Denise Crosby                                              |    |                           |              |                    | |                         |
| 109 | 9  | "A Matter of Time"        | 45349.1      | Paul Lynch         | Rick Berman | 18 de novembro de 1991  |
| Um viajante do século XXVI mostra um suspeito interesse pelos "artefatos históricos" da Enterprise. |    |                           |              |                    | |                         |
| 110 | 10 | "New Ground"              | 45376.3      | Robert Scheerer    | Grant Rosenberg (Roteiro) Sara Charno & Stuart Charno (História)                                               | 6 de janeiro de 1992    |
| Os pais humanos adotivos de Worf o convencem a ficar com a custódia de seu filho Alexander, que tem vários problemas em se adaptar ao dia a dia da Enterprise |    |                           |              |                    | |                         |
| 111 | 11 | "Hero Worship"            | 45397.3      | Patrick Stewart    | Joe Menosky (Roteiro) Hillary J. Bader (História)                                                              | 27 de janeiro de 1992   |
| Data salva a vida de um garoto órfão, que começa a emulá-lo. |    |                           |              |                    | |                         |
| 112 | 12 | "Violations"              | 45429.3      | Robert Wiemer      | Pamela Gray & Jeri Taylor (Roteiro) Shari Goodhartz, T. Michael & Pamela Gray (História)                       | 3 de fevereiro de 1992  |
| Um alienígena viajando na Enterprise telepaticamente molesta Troi e invade as mentes da Dra. Crusher e do Comandante Riker. |    |                           |              |                    | |                         |
| 113 | 13 | "The Masterpiece Society" | 45470.1      | Winrich Kolbe      | Adam Belanoff & Michael Piller (Roteiro) James Kahn & Adam Belanoff (História)                                 | 10 de fevereiro de 1992 |
| A Enterprise ajuda uma colônia humana eugênica evitar sua destruição, porém perturba seu delicado equilíbrio ao encerrar 200 anos de isolamento. |    |                           |              |                    | |                         |
| 114 | 14 | "Conundrum"               | 45494.2      | Les Landau         | Barry M. Schkolnick (Roteiro) Paul Schiffer (História)                                                         | 17 de fevereiro de 1992 |
| As memórias da tripulação são apagadas, e eles descobrem que estão sendo manipulados para serem parte de uma guerra. |    |                           |              |                    | |                         |
| 115 | 15 | "Power Play"              | 45571.2      | David Livingston   | Renė Balcer, Herbert J. Wright & Brannon Braga (Roteiro) Paul Ruben, Maurice Hurley & Brannon Braga (História) | 24 de fevereiro de 1992 |
| Troi, O'Brien, e Data são possuidos por entidades que desejam assumir o controle da Enterprise. |    |                           |              |                    | |                         |
| 116 | 16 | "Ethics"                  | 45587.3      | Chip Chalmers      | Ronald D. Moore (Roteiro) Sara Charno & Stuart Charno (História)                                               | 2 de março de 1992      |
| Worf fica paralisado, recusa tratamento, e decide se suicidar. |    |                           |              |                    | |                         |
| 117 | 17 | "The Outcast"             | 45614.6      | Robert Scheerer    | Jeri Taylor | 16 de março de 1992     |
| Riker se apaixona por uma pessoa andrógina depois de restar outros. |    |                           |              |                    | |                         |
| 118 | 18 | "Cause and Effect"        | 45652.1      | Jonathan Frakes    | Brannon Braga                                                                                                  | 23 de março de 1992     |
| A tripulação se encontra em um loop temporal que sempre resulta na destruição da Enterprise. |    |                           |              |                    | |                         |
| 119 | 19 | "The First Duty"          | 45703.9      | Paul Lynch         | Ronald D. Moore & Naren Shankar                                                                                | 30 de março de 1992     |
| Picard suspeita que Wesley esteja ocultando algo sobre um acidente durante um treinamento na Academia da Frota Estelar, onde um colega cadete acabou perdendo a vida. Participação de Robert Duncan McNeill que fez o personagem Tom Paris de Star Trek: Voyager |    |                           |              |                    | |                         |
| 120 | 20 | "Cost of Living"          | 45733.6      | Winrich Kolbe      | Peter Allan Fields                                                                                             | 20 de abril de 1992     |
| Lwaxana Troi volta à Enterprise para se casar com um homem que ela nunca conheceu, ao mesmo tempo que descobre a amizade com o filho de Worf, Alexander. |    |                           |              |                    | |                         |
| 121 | 21 | "The Perfect Mate"        | 45761.3      | Cliff Bole         | Gary Perconte & Michael Piller (Roteiro) René Echevarria (História)                                            | 27 de abril de 1992     |
| Picard se esforça para resisitr aos charmes de uma mulher empática e metamorfa, que está sendo enviado como presente para um líder alienígena como uma oferta de paz.                                                                                            |    |                           |              |                    | |                         |
| 122 | 22 | "Imaginary Friend"        | 45852.1      | Gabrielle Beaumont | Edith Swensen & Brannon Braga (Roteiro) Jean Louise Matthias, Ronald Wilkerson & Richard Fliegel (História)    | 4 de maio de 1992       |
| O amigo imaginário de uma garota assume forma real e ameaça o bem estar da Enterprise. |    |                           |              |                    | |                         |
| 123 | 23 | "I Borg"                  | 45854.2      | Robert Lederman    | René Echevarria                                                                                                | 11 de maio de 1992      |
| A Enterprise resgata um sobrevivente Borg, e Picard planeja usá-lo como uma arma para destruir toda a coletividade. |    |                           |              |                    | |                         |
| 124 | 24 | "The Next Phase"          | 45092.4      | David Carson       | Ronald D. Moore                                                                                                | 18 de maio de 1992      |
| Um acidente do transporte deixa La Forge e Ro invisíveis; enquanto o resto da tripulação planeja seu funeral eles devem encontrar um modo de reverter o processo e salvar a Enterprise da destruição.                                                            |    |                           |              |                    | |                         |
| 125 | 25 | "The Inner Light"         | 45944.1      | Peter Lauritson    | Morgan Gendel & Peter Allan Fields (Roteiro) Morgan Gendel (História)                                          | 1 de junho de 1992      |
| Ao encontrar uma misteriosa sonda no espaço, Picard é levado a uma jornada de uma vida inteira em apenas 25 minutos. |    |                           |              |                    | |                         |
| 126 | 26 | "Time's Arrow"            | 45959.1      | Les Landau         | Joe Menosky & Michael Piller (Roteiro) Joe Menosky (História)                                                  | 15 de junho de 1992     |
| Um artefato de 500 anos é descoberto na Terra: a cabeça danificada de Data. A Enterprise investiga envolvimentos alienígenas no passado da Terra e data cumpre seu destino.                                                                                      |    |                           |              |                    | |                         |

### 6.ª Temporada: 1992-1993
| № | #  | Título                      | Data Estelar | Diretor            | Roteirista(s)                                                                        | Exibição                |
| --- | -- | --------------------------- | ------------ | ------------------ | ------------------------------------------------------------------------------------ | ----------------------- |
| 127 | 1  | "Time's Arrow, Part II"     | 46001.3      | Les Landau         | Jeri Taylor (Roteiro) Joe Menosky (História)                                         | 21 de setembro de 1992  |
| A tripulação da Enterprise segue Data para San Francisco dos anos 1890, tentando impedir que alienígenas inferfiram com a história da Terra.                                                                     |    |                             |              |                    |                                                                                      |                         |
| 128 | 2  | "Realm of Fear"             | 46041.1      | Cliff Bole         | Brannon Braga                                                                        | 28 de setembro de 1992  |
| O Tenente Barclay deve superar seu medo do transporte para resolver um mistério. |    |                             |              |                    |                                                                                      |                         |
| 129 | 3  | "Man of the People"         | 46071.6      | Winrich Kolbe      | Frank Abatemarco                                                                     | 5 de outubro de 1992    |
| Um embaixador usa a mente de Troi para influenciar o resultado final de sua missão. |    |                             |              |                    |                                                                                      |                         |
| 130 | 4  | "Relics"                    | 46125.3      | Alexander Singer   | Ronald D. Moore                                                                      | 12 de outubro de 1992   |
| Ao investigar uma nave acidentada em uma Esfera de Dyson, a Enterprise acaba resgatando Montgomery Scott, preso no transporte da pequena nave há 75 anos.                                                        |    |                             |              |                    |                                                                                      |                         |
| 131 | 5  | "Schisms"                   | 46154.2      | Robert Wiemer      | Brannon Braga (Roteiro) Jean Louise Matthias & Ronald Wilkerson (História)           | 19 de outubro de 1992   |
| Vários membros da tripulação são abduzidos e servem de cobaias para experimentos enquanto dormem. |    |                             |              |                    |                                                                                      |                         |
| 132 | 6  | "True Q"                    | 46192.3      | Robert Scheerer    | René Echevarria                                                                      | 26 de outubro de 1992   |
| Q revela que uma jovem mulher viajando na Enterprise é parte do Continuum. |    |                             |              |                    |                                                                                      |                         |
| 133 | 7  | "Rascals"                   | 46235.7      | Adam Nimoy         | Allison Hock (Roteiro) Ward Botsford, Diana Dru Botsford & Michael Piller (História) | 2 de novembro de 1992   |
| Um malfuncionamento do transporte transforma Picard, Guinan, Ro e Keiko em crianças quando a Enterprise é capturada por piratas ferengis.                                                                        |    |                             |              |                    |                                                                                      |                         |
| 134 | 8  | "A Fistful of Datas"        | 46271.5      | Patrick Stewart    | Robert Hewitt Wolfe                                                                  | 9 de novembro de 1992   |
| A mente de Data é conectada com o computador da nave, criando problemas inesperados no holodeque. |    |                             |              |                    |                                                                                      |                         |
| 135 | 9  | "The Quality of Life"       | 46307.2      | Jonathan Frakes    | Naren Shankar (Roteiro) L. J. Scott (História)                                       | 16 de novembro de 1992  |
| Data acredita que pequenos robôs usados em uma estação mineradora possam ser formas de vida, e começa a lutar por sua preservação.                                                                               |    |                             |              |                    |                                                                                      |                         |
| 136 | 10 | "Chain of Command"          | 46357.4      | Robert Scheerer    | Ronald D. Moore (Roteiro) Frank Abatemarco (História)                                | 14 de dezembro de 1992  |
| O Capitão Jellico recebe o comando da Enterprise enquanto Picard é enviado em uma missão secreta dentro do território cardassiano.                                                                               |    |                             |              |                    |                                                                                      |                         |
| 137 | 11 | "Chain of Command, Part II" | 46360.8      | Les Landau         | Frank Abatemarco                                                                     | 21 de dezembro de 1992  |
| Picard, tendo sido capturado, é torturado pelo seu sádico interrogador cardassiano. |    |                             |              |                    |                                                                                      |                         |
| 138 | 12 | "Ship in a Bottle"          | 46424.1      | Alexander Singer   | René Echevarria                                                                      | 25 de janeiro de 1993   |
| O Tenente Barclay acidentalmente acorda o Professor Moriarty no holodeque, que usa os poderes a sua disposição para forçar a tripulação da Enterprise a encontrar um modo de permitir que ele deixe o holodeque. |    |                             |              |                    |                                                                                      |                         |
| 139 | 13 | "Aquiel"                    | 46461.3      | Cliff Bole         | Brannon Braga & Ronald D. Moore (Roteiro) Jeri Taylor (História)                     | 1 de fevereiro de 1993  |
| Geordi se apaixona por uma oficial da Frota Estelar suspeita de assassinato. |    |                             |              |                    |                                                                                      |                         |
| 140 | 14 | "Face of the Enemy"         | 46519.1      | Gabrielle Beaumont | Naren Shankar (Roteiro) René Echevarria (História)                                   | 8 de fevereiro de 1993  |
| Troi é involuntariamente recrutada para ajudar a transportar desertores romulanos pela fronteira. |    |                             |              |                    |                                                                                      |                         |
| 141 | 15 | "Tapestry"                  | Desconhecida | Les Landau         | Ronald D. Moore                                                                      | 15 de fevereiro de 1993 |
| Um acidente mata o Capitão Picard, e Q lhe dá a chance de alterar seu passado. |    |                             |              |                    |                                                                                      |                         |
| 142 | 16 | "Birthright"                | 46578.4      | Winrich Kolbe      | Brannon Braga                                                                        | 22 de fevereiro de 1993 |
| Worf recebe uma informação na Deep Space Nine que seu pai está vivo, prisioneiro dos romulanos. Enquanto isso, um acidente na engenharia faz Data ter seu primeiro sonho.                                        |    |                             |              |                    |                                                                                      |                         |
| 143 | 17 | "Birthright, Part II"       | 46759.2      | Dan Curry          | René Echevarria                                                                      | 1 de março de 1993      |
| Worf, agora um prisioneiro, tenta ensinar como é ser um guerreiro para refugiados klingon. |    |                             |              |                    |                                                                                      |                         |
| 144 | 18 | "Starship Mine"             | 46682.4      | Cliff Bole         | Morgan Gendel                                                                        | 29 de março de 1993     |
| Terroristas invadem a Enterprise e apenas Picard está a bordo para impedi-los. |    |                             |              |                    |                                                                                      |                         |
| 145 | 19 | "Lessons"                   | 46693.1      | Robert Wiemer      | Ronald Wilkerson & Jean Louise Matthias                                              | 5 de abril de 1993      |
| Picard acaba se envolvendo romanticamente com uma mulher servindo a bordo da Enterprise, porém deve enviá-la para uma perigosa missão.                                                                           |    |                             |              |                    |                                                                                      |                         |
| 146 | 20 | "The Chase"                 | 46731.5      | Jonathan Frakes    | Joe Menosky (Roteiro) Ronald D. Moore & Joe Menosky (História)                       | 26 de abril de 1993     |
| Picard tenta resolver um antigo mistério genético descoberto por seu mentor arqueológico. |    |                             |              |                    |                                                                                      |                         |
| 147 | 21 | "Frame of Mind"             | 46778.1      | James L. Conway    | Joe Menosky (Roteiro) Ronald D. Moore & Joe Menosky (História)                       | 03 de maio de 1993      |
| Riker pensa estar perdendo a cabeça quando a realidade alterna-se entre um hospital mental alienígena e Enterprise, onde ensaia para uma peça.                                                                   |    |                             |              |                    |                                                                                      |                         |
| 148 | 22 | "Suspicions"                | 46830.1      | Cliff Bole         | Joe Menosky & Naren Shankar                                                          | 10 de maio de 1993      |
| A Dra. Crusher arrisca sua carreira para tentar resolver o misterio que cerca a morte de um cientista ferengi.                                                                                                   |    |                             |              |                    |                                                                                      |                         |
| 149 | 23 | "Rightful Heir"             | 46852.2      | Winrich Kolbe      | Ronald D. Moore (Roteiro) James E. Brooks (História)                                 | 17 de maio de 1993      |
| Worf passa por uma crise de fé e viaja para um planeta sagrado klingon onde a figura mítica de Kahless retorna para liderar seu povo.                                                                            |    |                             |              |                    |                                                                                      |                         |
| 150 | 24 | "Second Chances"            | 46915.2      | LeVar Burton       | René Echevarria (Roteiro) Michael A. Medlock (História)                              | 24 de maio de 1993      |
| Riker encontra uma duplicata sua criada por um defeito do transporte preso em um inóspito planeta. |    |                             |              |                    |                                                                                      |                         |
| 151 | 25 | "Timescape"                 | 46944.2      | Adam Nimoy         | Brannon Braga                                                                        | 14 de junho de 1993     |
| A Enterprise fica presa em uma estase temporal segundos antes de ser destruída por uma Ave de Rapina romulana.                                                                                                   |    |                             |              |                    |                                                                                      |                         |
| 152 | 26 | "Descent"                   | 46982.1      | Alexander Singer   | Ronald D. Moore (Roteiro) Jeri Taylor (História)                                     | 21 de junho de 1993     |
| A tripulação da Enterprise encontra Borgs agindo de forma individualista, enquanto Data tem suas primeiras emoções.                                                                                              |    |                             |              |                    |                                                                                      |                         |

### 7.ª Temporada: 1993-1994
| № | #     | Título                | Data Estelar | Diretor            | Roteirista(s)                                                                           | Exibição                |
| --- | ----- | --------------------- | ------------ | ------------------ | --------------------------------------------------------------------------------------- | ----------------------- |
| 153 | 1     | "Descent, Part II"    | 47025.4      | Alexander Singer   | René Echevarria                                                                         | 20 de setembro de 1993  |
| Os Borg estão sendo liderados por Lore. Data fica a seu controle ao receber emoções negativas. |       |                       |              |                    |                                                                                         |                         |
| 154 | 2     | "Liaisons"            | Desconhecida | Cliff Bole         | Jeanne Carrigan Fauci & Lisa Rich (Roteiro) Roger Eschbacher & Jaq Greenspon (História) | 27 de setembro de 1993  |
| Worf e Troi relutantemente viram hospedeiros para dois embaixadores lyraanos, enquanto Picard tem um acidente com uma nave auxiliar e é resgatado por uma estranha mulher.                                    |       |                       |              |                    |                                                                                         |                         |
| 155 | 3     | "Interface"           | 47215.5      | Robert Wiemer      | Joe Menosky                                                                             | 4 de outubro de 1993    |
| Geordi tenta resgatar a nave estelar de sua mãe via uma sonda controlada remotamente. |       |                       |              |                    |                                                                                         |                         |
| 156 | 4     | "Gambit"              | 47135.2      | Peter Lauritson    | Naren Shankar (Roteiro) Christopher Hatton & Naren Shankar (História)                   | 11 de outubro de 1993   |
| A tripulação da Enterprise investiga o aparente assassinato do Capitão Picard durante uma viagem arqueológica. Riker é sequestrado por mercenários e encontra Picard trabalhando como parte da tripulação.    |       |                       |              |                    |                                                                                         |                         |
| 157 | 5     | "Gambit, Part II"     | 47160.1      | Alexander Singer   | Ronald D. Moore (Roteiro) Naren Shankar (História)                                      | 18 de outubro de 1993   |
| Picard e Riker ajudam os mercenários a coletar artefatos arqueológicos para impedir que uma antiga arma vulcana caia em mãos erradas.                                                                         |       |                       |              |                    |                                                                                         |                         |
| 158 | 6     | "Phantasms"           | 47225.7      | Patrick Stewart    | Brannon Braga                                                                           | 25 de outubro de 1993   |
| Data têm estranhos sonhos, enquanto a Enterprise têm problemas com seu novo núcleo de dobra. |       |                       |              |                    |                                                                                         |                         |
| 159 | 7     | "Dark Page"           | 47254.1      | Les Landau         | Hillary J. Bader                                                                        | 1 de novembro de 1993   |
| Um colapso psíquico coloca Lwaxana Troi em coma, e Deanna trabalhar para salvar a vida de sua mãe. |       |                       |              |                    |                                                                                         |                         |
| 160 | 8     | "Attached"            | 47304.2      | Jonathan Frakes    | Nick Sagan                                                                              | 8 de novembro de 1993   |
| Alienígenas reclusos aprisionam Picard e a Dra. Crusher por espionagem, e experimentam implantes ligando suas mentes telepaticamente fazendo com que eles enfrentem suas emoções latentes pelo outro.         |       |                       |              |                    |                                                                                         |                         |
| 161 | 9     | "Force of Nature"     | 47310.2      | Robert Lederman    | Naren Shankar                                                                           | 15 de novembro de 1993  |
| Uma dupla de cientistas tentam mostra que o motor de dobra é prejudicial ao tecido do espaço. |       |                       |              |                    |                                                                                         |                         |
| 162 | 10    | "Inheritance"         | 47410.2      | Robert Scheerer    | Dan Koeppel & René Echevarria (Roteiro) Dan Koeppel (História)                          | 22 de novembro de 1993  |
| Data encontra uma mulher que afirma ser sua "mãe". |       |                       |              |                    |                                                                                         |                         |
| 163 | 11    | "Parallels"           | 47391.2      | Robert Wiemer      | Brannon Braga                                                                           | 29 de novembro de 1993  |
| Worf se encontra mudando randomicamente entre realidades alternativas. |       |                       |              |                    |                                                                                         |                         |
| 164 | 12    | "The Pegasus"         | 47457.1      | LeVar Burton       | Ronald D. Moore                                                                         | 10 de janeiro de 1994   |
| O antigo capitão de Riker vem a bordo da Enterprise para resgatar a USS Pegasus. Picard investiga as circunstâncias da perda da nave e descobre que houve um acobertamento.                                   |       |                       |              |                    |                                                                                         |                         |
| 165 | 13    | "Homeward"            | 47423.9      | Alexander Singer   | Naren Shankar (Roteiro) Spike Steingasser & William N. Stape (História)                 | 17 de janeiro de 1994   |
| O irmão humano de Worf viola a Primeira Diretriz para salvar uma espécie primitiva. |       |                       |              |                    |                                                                                         |                         |
| 166 | 14    | "Sub Rosa"            | Desconhecida | Jonathan Frakes    | Brannon Braga (Roteiro) Jeri Taylor (História)                                          | 31 de janeiro de 1994   |
| A Dra. Cursher vai ao funeral de sua avó, e recebe uma não usual herança de família. |       |                       |              |                    |                                                                                         |                         |
| 167 | 15    | "Lower Decks"         | 47566.7      | Gabrielle Beaumont | René Echevarria (Roteiro) Ronald Wilkerson & Jean Louise Matthias (História)            | 7 de fevereiro de 1994  |
| Oficiais juniores tentam uma promoção e um deles é enviado para uma perigosa missão ajudando um espião cardassiano.                                                                                           |       |                       |              |                    |                                                                                         |                         |
| 168 | 16    | "Thine Own Self"      | 47611.2      | Winrich Kolbe      | Ronald D. Moore (Roteiro) Christopher Hatton (História)                                 | 14 de fevereiro de 1994 |
| Data perde sua memória ao recuperar fragmentos radioativos na superfície de um planeta primitivo, colocando a vida dos habitantes em risco. Enquanto isso, Deanna estuda para se tornar uma oficial da ponte. |       |                       |              |                    |                                                                                         |                         |
| 169 | 17    | "Masks"               | 47615.2      | Robert Wiemer      | Joe Menosky                                                                             | 21 de fevereiro de 1994 |
| A Enterprise encontra uma antiga biblioteca que recria sua civilização ao se apossar de Data e transformar a nave.                                                                                            |       |                       |              |                    |                                                                                         |                         |
| 170 | 18    | "Eye of the Beholder" | 47622.1      | Cliff Bole         | René Echevarria (Roteiro) Brannon Braga (História)                                      | 28 de fevereiro de 1994 |
| Deanna investiga o suicídio de um tripulante e descobre um assassinato que ocorreu durante a construção da Enterprise.                                                                                        |       |                       |              |                    |                                                                                         |                         |
| 171 | 19    | "Genesis"             | 47653.2      | Gates McFadden     | Brannon Braga                                                                           | 21 de março de 1994     |
| Um tratamento médico de rotina inadvertdamente cria um vírus que se espalha pela Enterprise fazendo sua tripulação de-evoluir, enquanto Picard e Data estão fora em uma missão.                               |       |                       |              |                    |                                                                                         |                         |
| 172 | 20    | "Journey's End"       | 47751.2      | Corey Allen        | Ronald D. Moore (Roteiro) Shawn Piller & Antonia Napoli (História)                      | 28 de março de 1994     |
| Wesley considera seu futuro, enquanto a Enterprise é enviada para remover colonistas nativo americanos de um planeta prestes a entrar na jurisdição dos cardassianos.                                         |       |                       |              |                    |                                                                                         |                         |
| 173 | 21    | "Firstborn"           | 47779.4      | Jonathan West      | René Echevarria (Roteiro) Mark Kalbfeld (História)                                      | 25 de abril de 1994     |
| Worf tenta convencer seu filho Alexander a abraçar sua herança guerreira. |       |                       |              |                    |                                                                                         |                         |
| 174 | 22    | "Bloodlines"          | 47829.1      | Les Landau         | Nick Sagan                                                                              | 2 de maio de 1994       |
| DaiMon Bok retorna para se vingar de Picard, matando o filho que ele nunca soube que tinha. |       |                       |              |                    |                                                                                         |                         |
| 175 | 23    | "Emergence"           | 47869.2      | Cliff Bole         | Joe Menosky (Roteiro) Brannon Braga (História)                                          | 9 de maio de 1994       |
| A Enterprise se torna uma inteligência emergente. |       |                       |              |                    |                                                                                         |                         |
| 176 | 24    | "Preemptive Strike"   | 47941.7      | Patrick Stewart    | René Echevarria (Roteiro) Naren Shankar (História)                                      | 16 de maio de 1994      |
| A Alferes Ro Laren se forma em treinamento tático avançado e é enviada por Picard para levar o grupo terrorista Maquis para uma armadilha.                                                                    |       |                       |              |                    |                                                                                         |                         |
| 177–178 | 25–26 | "All Good Things..."  | 47988.1      | Winrich Kolbe      | Brannon Braga & Ronald D. Moore                                                         | 23 de maio de 1994      |
| Picard se encontra mudando de períodos do tempo devido a influência de Q, com uma distorção do espaço tempo ameaçando destruir toda a realidade.                                                              |       |                       |              |                    |                                                                                         |                         |